# Renaissance amérindienne
La Renaissance amérindienne (Native American Renaissance en anglais) est une expression forgée en 1983 par le critique littéraire américain Kenneth Lincoln pour désigner le renouveau de la littérature amérindienne entre 1969 et 1977, aux États-Unis et au Canada. 
Entre La maison de l'aube de Navarre Scott Momaday, qui reçoit le prix Pulitzer de la fiction en 1969, et Cérémonie de Leslie Marmon Silko, paru en 1977, les publications d'auteurs amérindiens sont en forte augmentation.

## Définition de la Renaissance amérindienne
Pour Kenneth Lincoln, la Renaissance amérindienne désigne le renouveau de la littérature amérindienne à partir de Navarre Scott Momaday et de son roman La maison de l'aube, publié en 1969.
Dans l'introduction de son livre Native American Renaissance, Kenneth Lincoln donne une première caractéristique de cette "Renaissance amérindienne": elle est une adaptation en des formes écrites occidentales des traditions orales amérindiennes.

« La Renaissance amérindienne qui est l'objet de notre présente étude couvre moins de deux décennies de littérature amérindienne publiée. C'est une renaissance écrite de traditions orales traduites en des formes littéraires occidentales. La littérature amérindienne contemporaine n'est donc pas tellement novatrice, c'est davantage une recomposition: des continuités transitoires qui émergent des formes anciennes. »

À titre d'exemple, Kenneth Lincoln s'intéresse à l'écrivain James Welch, en particulier à son recueil de poèmes Il y a des légendes silencieuses. L'universitaire démontre combien ces poèmes puisent pour partie leurs racines dans la tradition de la confédération des Pieds-Noirs et de ses contes oraux.
Une deuxième caractéristique de la "Renaissance amérindienne" repose sur un grand nombre d'écrivains amérindiens et intéresse un public qui, pour une large part, n'a pas de racines amérindiennes.

## Réception critique
L'expression de "Renaissance amérindienne" est désormais consacrée dans le milieu universitaire, même si la pertinence du mot "Renaissance" pour ces années 1970 a pu être remise en cause, de même que de dater le moment fondateur de la publication de La maison de l'aube.
L'universitaire américain James Ruppert fait ainsi remarquer que "les universitaires hésitent à employer l'expression [de Renaissance amérindienne] car elle pourrait laisser entendre que les écrivains amérindiens n'avaient pas produit d'œuvre digne d'intérêt avant cette époque et que cette nouvelle génération d'écrivains surgit hors de tout temps long communautaire, sans racines tribales. Or, s'il y a renaissance, qu'en est-il de la naissance originelle?". James Ruppert reconnaît, cependant, combien l'expression est pratique: "Cependant, l'expression est utile pour désigner la hausse sans précédent de publications d'écrivains amérindiens entre La maison de l'aube [de Navarre Scott Momaday] en 1969 et Cérémonie [de Leslie Marmon Silko] en 1977."
L'universitaire britannique Arthur Robert Lee quant à lui, pointe le caractère désobligeant de cette expression envers la tradition orale.

## Écrivains appartenant à ce mouvement
- Maurice Kenny (en) (1929-2016)
- Navarre Scott Momaday (1934-), La Maison de l'aube (1968)
- Gerald Vizenor (1934-), Crâneurs (2001)
- Duane Niatum (1938-), Ascending Red Cedar Moon (1974)
- Paula Gunn Allen (1939-2008), The Woman Who Owned The Shadows (1983)
- James Welch (1940-2003), Comme des ombres sur la terre (1986)
- Simon J. Ortiz (en) (1941-)
- Michael Dorris (1945-1997), Un Radeau jaune sur l'eau bleue (1987)
- Linda Hogan (écrivaine) (en) (1947-)
- Leslie Marmon Silko (1948-), Ceremony (1977)
- Joy Harjo (1951-), The Last Song (1975)
- nila northSun (en) (1951-)
- Louise Erdrich (1954-), Love Medecine, The Beet Queen, Tracks, The Antelope Wife, The Last Report on the Miracles at Little No Horse (2001), Ce qui a dévoré nos cœurs, LaRose (2016), La Malédiction des colombes (2008), L'Enfant de la prochaine aurore (2017), Celui qui veille (2020)...
- Michel Jean (1960-), Kukum (2019), vie romancée d'Almanda Siméon, innue, arrière-grand-mère de l'auteur
- Sherman Alexie (1966-)
- Waubgeshig Rice (en) (1979-), La lune de l'âpre neige (2018)

### Autres
- Tony Hillerman (1925-2008), auteur de romans policiers ethnologiques
- David Joy (1983-), Ce lien entre nous, Nos vies en flammes